# Hans Buschor

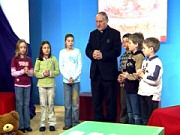
Hans Buschor bei einer Kindersendung von K-TV

Hans Buschor (* 24. Januar 1933 in Altstätten, Kanton St. Gallen; † 26. Februar 2017 in Flawil) war ein Schweizer katholischer Priester, Regisseur und Geschäftsführer des Fernsehsenders K-TV (2002–2011).

## Leben
Hans Buschor absolvierte seine Matura am Gymnasium des Benediktinerklosters Disentis und war nach der Rekrutenschule und Militärdienst in der Schweizer Armee als Sanitäter in Basel tätig. Er studierte von 1954 bis 1958 Philosophie und Katholische Theologie an der Universität Innsbruck (Leopold-Franzens-Universität). Am 15. März 1959 empfing er die Priesterweihe. Er war Kaplan in Schänis und von 1963 bis 1971 Lehrer für Mathematik, Physik, Chemie und Geografie am «Kollegium Maria Hilf» (heute Kantonsschule Kollegium Schwyz) in Schwyz. 1972 bis 1994 war er Pfarrer in Gais AR.
1995 nach seiner Pensionierung und Übersiedlung nach Gossau (St. Gallen, Schweiz) trat Buschor in Kontakt mit dem katholischen Fernsehsender EWTN und dessen Gründerin Mutter Angelica. Als erstes Studio diente ein umgebauter Holzschuppen, in dem mit Improvisation und einfachen Mitteln erste Sendungen produziert wurden. Das Geld dazu stammte aus dem Erlös seines Kinofilms Pater Pio. Vom 1. November 2002 bis April 2011 war Hans Buschor gesamtverantwortlicher Senderchef von K-TV, Mai 2011 zog er sich aus der Geschäftsführung zurück und war seitdem geistlicher Leiter des Senders. 2008 hielt er Wallfahrtstage (Exerzitien) der Freunde von K-TV an der Gebetsstätte der Priesterbruderschaft St. Petrus in Wigratzbad im Westallgäu ab.

### Fernsehen und Film
Buschor war freier Mitarbeiter beim Schweizer Fernsehen DRS. Zwischen 1959 und 1963 entstanden die beiden Jugendfilme Werner, der Ministrant sowie Walter und die blauen Wölfe. Buschor war hierbei als Regisseur und Produzent tätig. In dieser Zeit entstanden in Koproduktion mit dem Schweizer Fernsehen die Filme Sieben Buben und ein Töffli und Hölloch, ein Film über die Naturhöhle Hölloch. Bei diesen Filmen zeichnete er für Drehbuch und Regie verantwortlich.
1968 erschien mit Pater Pio, Vater von Millionen Buschors erster Kinofilm über das Leben von Pater Pio. 1977 folgte mit Fatima – unsere Hoffnung die zweite Kinoproduktion.

## Filme
- Werner, der Ministrant (Jugendfilm)
- Walter und die blauen Wölfe (Jugendfilm)
- Sieben Buben und ein Töffli
- Hölloch
- Padre Pio, Vater von Millionen (1968; Kinofilm)
- Fatima – unsere Hoffnung (1977; Kinofilm)

## Schriften
- Hans im Glück (2012)
- Wir beten an: Eucharistische Gebete (2005)
- Vom Sinn der griechischen Standbilder (1977; 2. Auflage)